# Krauss Typ XXVIIdc
Der Typ Krauss XXVIIdc waren schmalspurige Dampflokomotiven mit einer Spurweite von 600 mm für Feldbahnen der Lokomotivfabrik Krauss & Comp. in München. Zwei Lokomotiven, die bis in die 1970er Jahre in einem Schotterwerk bei Bernbruch in Sachsen eingesetzt waren, sind als Exponat im Feldbahnmuseum Herrenleite erhalten.

## Geschichte
Die Lokomotiven der Krauss Type XXVIIdc entstammen als Entwicklung aus der Reihe XXVII. Von dieser Type stammen die ersten Lokomotiven aus dem Jahr 1875. Sie wurden in verschiedenen Spurweiten von 600 mm über 1000 mm bis zur Normalspur als Reihe XXVIIn gefertigt. Diese Lokomotiven haben sich mit ihrer niedrigen Kessellage, Flachschiebern und Steuerung der Bauart Stephenson als Konstruktion aus dem 19. Jahrhundert über Jahrzehnte bewährt.
Es wurden folgende Lokomotiven geliefert:
- Fabriknummer 7784 an L. Arnoldi, Wien[1]
- Fabriknummern 7785—7786 an die Gesellschaft für Bau- und Bahnbedarf, Berlin[2]
- Fabriknummer 7787 an J. A. Marques, Lissabon[2]
- Fabriknummer 7788 an F. Heitzer, Donauwörth[2]
- Fabriknummern 7789–7790 an M. Heine, Dessau, zur Weiterveräußerung an das Split- und Granitwerk in Bernbruch.[2]
- Fabriknummer 7791 an Gebrüder Lüngen in Erkrath[2]
- Fabriknummer 7792 an die Ziegelei Baumann in Altrip[2] und
- Fabriknummer 7793 an E. Brangsch in Leipzig[2]

Der weitere Weg der Lokomotiven ist nur bei den im Feldbahnmuseum Herrenleite erhaltenen Maschinen bekannt. Im Schotterwerk Bernbruch standen die beiden Lokomotiven mit den Fabriknummern 7789–7790 bis in die 1970er Jahre im Einsatz. Die 7790 kam danach zur Parkeisenbahn Gera. Die 7789 wurde Anfang der 1980er Jahre von der Historischen Feldbahn Dresden übernommen, wo sie zwischen 1986 und 1993 eingesetzt wurde. Danach bestand der Dampfkessel die Prüfung durch den Kesselprüfer nicht mehr, seither ist sie eine nicht betriebsfähige Museumslokomotive. Seit 2019 ist die 7790 als Nummer 14 im Feldbahnmuseum Herrenleite.

## Konstruktive Merkmale
Der mit einer Blechstärke von 12 mm ausgeführte Blechrahmen ist als Wasserkastenrahmen ausgebildet. Die Lokomotive besitzt neben dem Kessel zwei seitliche Kästen, die zur Bunkerung des Kohlenvorrates dienen. Die Pufferbohlen tragen die als Schraubenkupplung ausgebildete Kupplung, die mit breiten Stoßblechen als Entgleisungsschutz beim Schieben von Wagen in engen Bogenradien ausgebildet ist. Die beiden Treibradsätze sind im Rahmen fest gelagert und durch Blattfedern oberhalb der Radsatzlager abgefedert. Die Vollräder besitzen große Entlastungsbohrungen und werden einseitig von vorn abgebremst.
Auf dem ersten Kesselschuss sitzt der Dampfdom mit Regler, der durch ein Gestänge, das vom Führerstand durch den Sandkasten mittig hindurch geht, bedient wurde. Auf der Haube des Dampfdomes sind zwei Sicherheitsventile mit Druckfedern angebracht. Die Rohre des Reglers zur Dampfmaschine verlaufen außerhalb des Kessels. Auf dem zweiten Kesselschuss sitzt der Sanddom, von dem zwei Sandfallrohre zwischen die beiden Radsätze herabführen. Gesandet wurde mit Handbedienung. Die Rauchkammer besitzt einen runden Verschluss, der Kobelschornstein ist von der Bauart Rihosek.
Die Handbremse wirkte auf den hinteren Radsatz. Zum Wasserfüllen sind beidseitig auf dem Umlauf vor der Rauchkammer mit dem Wasserrahmen verbundene Stutzen vorhanden, in den ein Schlauch gesteckt werden konnte. Die Lokomotive besitzt zwischen Zylinder und Pufferbohle eine Holzbohle als Rangiertritt.